# Rowe Harding
Pour les articles homonymes, voir Harding.
Pas d'image ? Cliquez ici

a Compétitions nationales et continentales officielles uniquement.

b Matchs officiels uniquement.
Rowe Harding, né le 10 septembre 1901 à Birchgrove dans la banlieue de Swansea et décédé le 10 février 1991 à Gower, est un joueur de rugby à XV, qui joue avec l'équipe du Pays de Galles de 1923 à 1928, évoluant au poste d'ailier. Il a évolué avec le club de Swansea RFC.

## Carrière
Rowe Harding a eu sa première cape internationale le 10 janvier 1923 contre l'Angleterre à Twickenham. Il dispute sa dernière rencontre internationale contre l'Angleterre le 21 janvier 1928 à Swansea. Il a fait partie de la tournée en Afrique du Sud en 1924 des Lions.

## Statistiques

### En équipe nationale
- 17 sélections avec l'équipe du Pays de Galles
- 15 points (5 essais)
- Sélection par année : 4 en 1923, 3 en 1924, 2 en 1925, 3 en 1926, 4 en 1927, 1 en 1928
- Tournois des Cinq Nations disputés : 1923, 1924, 1925, 1926, 1927

### Avec les Lions
Il a joué trois matchs avec les Lions britanniques en 1924 contre l'équipe d'Afrique du Sud.